# Hakuro
Hakuro -HAKURO- (jap. 白露-HAKURO-) – czterdziesty drugi singel japońskiego artysty Gackta, wydany 10 października 2012 roku. Utwór tytułowy został wykorzystany w zakończeniach TV dramy Sengoku Basara: Moonlight Party. Limitowana edycja CD+DVD zawierała dodatkowo teledysk do utworu tytułowego. Singel osiągnął 6 pozycję w rankingu Oricon i pozostał na listach przebojów przez 2 tygodnie. Sprzedano 16 214 egzemplarzy.

## Lista utworów
| Nr | Tytuł                                                     | Słowa | Kompozycja | Aranżacja | Czas |
| -- | --------------------------------------------------------- | ----- | ---------- | --------- | ---- |
| 1. | "Hakuro -HAKURO-" (jap. 白露-HAKURO-)                     | GACKT |            |           |      |
| 2. | "Jōnetsu no inazuma" (jap. 情熱のイナズマ)                | GACKT |            |           |      |
| 3. | "Hakuro -HAKURO-" (jap. 白露-HAKURO-) (Instrumental)      |       |            |           |      |
| 4. | "Jōnetsu no inazuma" (jap. 情熱のイナズマ) (Instrumental) |       |            |           |      |

## Notowania
| Lista                       | Pozycja |
| --------------------------- | ------- |
| Oricon Weekly Singles Chart | 6       |
| CDTVBillboard Japan Hot 100 | 12      |
| Billboard Hot Singles Sales | 6       |
| Billboard Hot Top Airplay   | 29      |
| CDTV                        | 6       |